# Aetideopsis multiserrata
Aetideopsis multiserrata är en kräftdjursart som först beskrevs av Wolfenden 1904.  Aetideopsis multiserrata ingår i släktet Aetideopsis och familjen Aetideidae. Inga underarter finns listade i Catalogue of Life.